# منطقه حفاظت‌شده دالانکوه
منطقهٔ حفاظت‌شدهٔ دالانکوه یک منطقهٔ حفاظت‌شده با مساحت ۳۷۳۲۲ هکتار است که در استان اصفهان در ایران قرار دارد. این منطقهٔ حفاظت‌شده طبق مصوبهٔ شمارهٔ ۷۷۴ در تاریخ ۹۹/۱۱/۰۶ در فهرست مناطق تحت حفاظت سازمان محیط زیست ایران قرار گرفت.